# Old Absinthe House

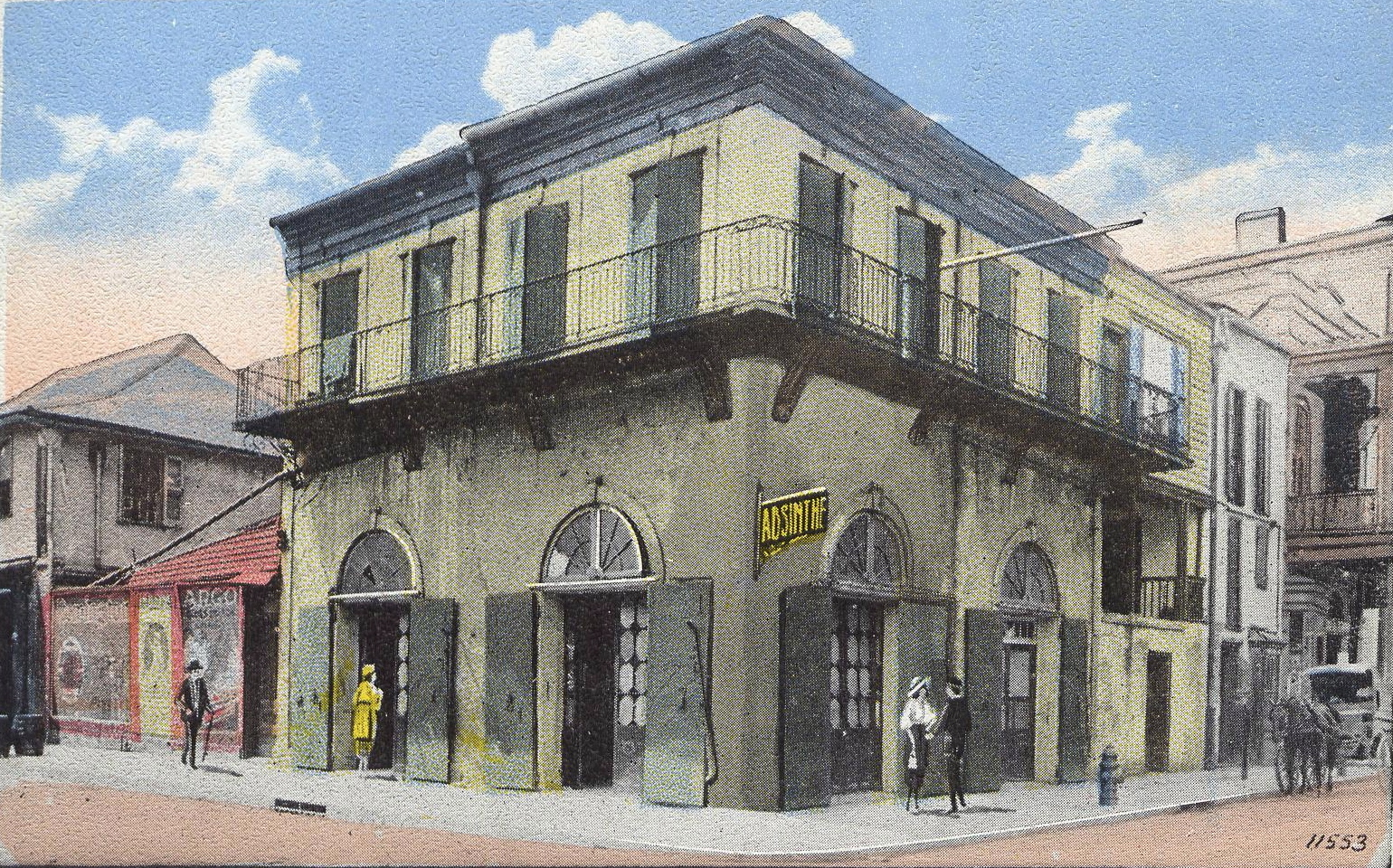
Old Absinthe House en una postal de la dècada de 1910

Old Absinthe House, l'Antiga Casa de l'Absenta, és un local històric del barri francès (Vieux Carré) de Nova Orleans, als Estats Units. L'edifici va ser construït el 1806 com a seu de l'empresa barcelonina Juncadella & Font, i va ser popular com a bar cafeteria a partir de l'any 1870 quan el bàrman barceloní Gaietà Ferrer va començar a preparar les seves absinthes frappés (absenta amb gel picat).
L'edifici està situat al número 240 del carrer Bourbon, cantonada Bienville. Va ser un lloc popular visitat per personalitats com Oscar Wilde, Sara Bernhardt, Ernest Hemingway, Frank Sinatra o Mark Twain.

## Juncadella & Font
Durant el mandat del governador Esteve Rodríguez i Miró (1782-1791) s'havia establert a Nova Orleans una colònia de comerciants catalans. Els barcelonins Francesc Juncadella i Pere Font fan fundar l'empresa Juncadella & Font d'importació de vins i comestibles de Catalunya. El 1802 es van establir en un local llogat al carrer Boubon cantonada Saint Ann. L'increment del negoci va fer que compressin un solar al mateix carrer Bourbon cantonada Bienville on van construir un nou edifici inaugurat el 23 de març de 1806.
És un edifici de dos plantes i entresòl amb quatre portals simètrics i una balconada lleugera en el pis de dalt. La planta baixa era l'àrea comercial, el pis de dalt era residencial i l'entresòl de sostre baix era el magatzem i àrea de servei. Els portals tenen un acabament superior amb semicercle que serveixen de finestres per l'entresòl. La planta baixa tenia uns 3,5 m d'alçada però semblava més baixa degut a l'aparença de la façana on no es distingia l'entresòl.
Segons una llegenda popular, en el local va tenir lloc la reunió entre el pirata Jean Lafitte i el general Andrew Jackson per preparar la batalla de Nova Orleans (1814-1815).
El 13 d'agost de 1820 va morir Francesc Juncadella. Poc després, Pere Font i Rosa Aleix, vídua de Juncadella, van tornar a Barcelona i van deixar el negoci en mans dels germans Aleix, nebots de la senyora Juncadella. L'any 1838 van transformar la casa en una sabateria, el 1842 en una botiga de queviures i, el 1861, en un bar cafeteria.

## Aleix's Coffee House

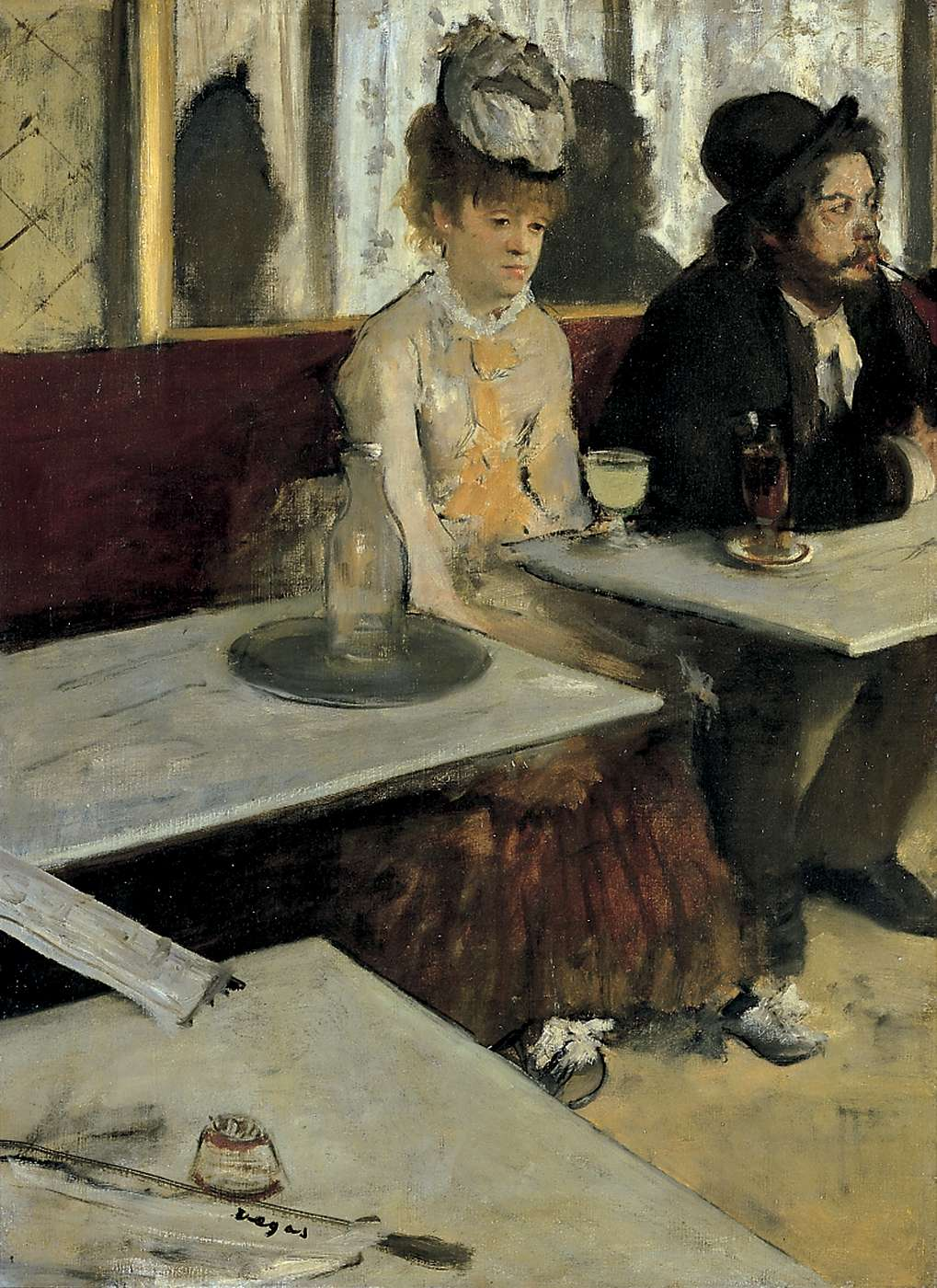
L'absenta (1876), d'Edgar Degas que va estar a Nova Orleans el 1872 per visitar la família de la seva mare.

El local va passar a anomenar-se The Aleix's Coffee House. El 1870, Jacint Aleix i el seu germà, van contractar el bàrman barceloní Gaietà Ferrer. Aquest feia uns anys que s'havia traslladat a Nova Orleans i estava treballant en el bar de la French Opera House de la ciutat. Va esdevenir famós per la seva absenta preparada a l'estil francès.

## Casa de l'Absenta

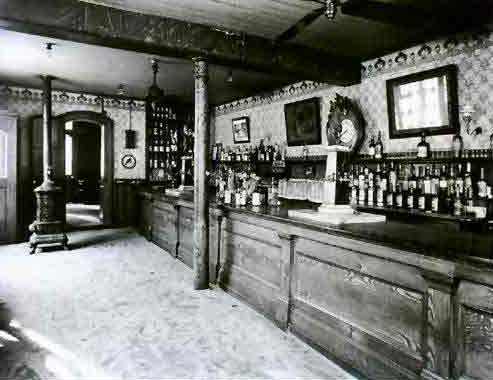
Vista de l'interior, el 1903

El local tenia una llarga barra de fusta de xiprer i es van portar de França unes fonts de marbre per preparar l'absenta. Cada font té quatre sortidors que degotegen aigua sobre terrosos de sucre posats en una cullera foradada sobre el got ple d'absenta amb gel picat. L'aigua endolcida es va dissolent lentament en l'absenta que canvia del color verd característic a un blanc opac.
L'any 1874, Ferrer va assumir l'arrendament del local i va canviar el nom a The Absinthe Room. El 1886 va passar a anomenar-se The Old Absinthe Room.
Gaietà Ferrer va morir l'any 1889 i el negoci va continuar en mans de la família. El 1890 l'establiment va ser rebatejat amb el nom actual The Old Absinthe House. El fill Jacint Ferrer, conegut com a Josh, va continuar servint la famosa absenta.
L'any 1918, l'anglès Aleister Crowley va escriure en el seu assaig líric The Green Goddess: «L'art és l'ànima de la vida, i l'Antiga Casa de l'Absenta és el cor i l'ànima del vell barri de Nova Orleans».

## Old Absinthe Bar

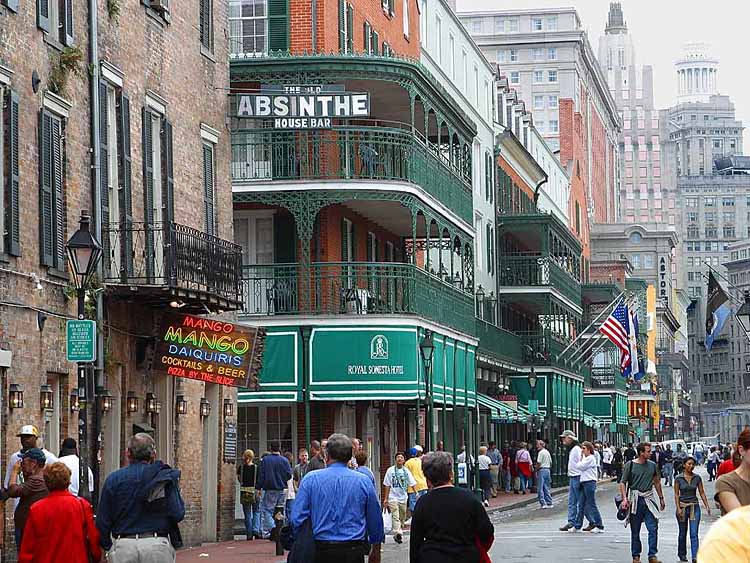
The Old Absinthe Bar, al carrer Borbon

Com a conseqüència de la llei seca el local va ser tancat el 1926. Gran part del mobiliari, incloent la caixa registradora, la decoració, les fonts de degoteig i el marbre de la barra, va ser venut a Pierre Cazebon. Aquest va obrir un bar clandestí, conegut com The Old Absinthe Bar, una cantonada més avall en el número 400 del carrer Bourbon cantonada Conti. El 1929 també va ser tancat.
El 1933 es va abolir la llei seca però l'absenta va continuar prohibida per la mala fama de licor al·lucinogen. L'antiga recepte Absinthe House Frappé es va continuar fent amb un substitut anisat, especialment el local Herbsaint que mostra en la seva etiqueta un dibuix de l'antic edifici de la Casa de l'Absenta. Com que no podia utilitzar el nom d'absenta es va substituir pel nom local en francès.

## Jean Lafitte's Old Absinthe House
El 2004 es va restaurar l'edifici i es va recuperar part del mobiliari original amb les fonts de marbre. Es va eliminar l'entresòl fent més alta la planta baixa. En el primer pis hi ha un restaurant i en la planta baixa l'antiga casa de l'absenta amb el nom del famós pirata Jean Lafitte.